# Отрочество Богоматери
«Отрочество Богоматери» («Отрочество Мадонны») — картина испанского художника Франсиско де Сурбарана из собрания Государственного Эрмитажа (в старых каталогах: «Воспитание Мадонны», инв. № 348).
На картине изображена сидящая на стуле девочка лет 7—10, одетая в красное платье, у неё на коленях лежит рукоделие. Картина иллюстрирует христианскую легенду о детстве Богоматери, ведущую своё происхождение из апокрифических «Протоевангелия Иакова» (глава X) и «Евангелия Псевдо-Матфея» (глава VI).

Мария была предметом удивления для всего народа. В три года она ходила степенно и так всецело отдавалась восхвалению Господа, что все изумлялись и восхищались. Она не походила на младенца, а казалась уже взрослой и исполненной лет, — с таким прилежанием и постоянством она возносила моления. Лицо Её блистало, словно снег, и с трудом можно было смотреть на него. Она прилежно занималась рукодельными работами по шерсти, и все, чего взрослые женщины не могли сделать, Она показывала им, будучи ещё в таком нежном возрасте. Она поставила себе за правило предаваться молитве с утра до трех часов и заниматься ручными работами с трех часов до девяти.

Подобный тип изображений девочки в образе юной Марии, занятой рукоделием (вышивкой, пряжей), иногда чтением, получил большое распространение в западноевропейской живописи с начала XVII века. Испанский поэт-мистик Ниева Кальво в 1625 году писал:

…Своими божественными… руками / она вышивала священные орнаменты Храма…/ …Ее не утомляло такое пребывание в Храме / размышления с душой святой и чистой / над многими уроками Писания… (Nieva Calvo S. de. La mejor mujer, Madre у Virgen: Sus excelencias, uida у grandezas repartidas por sus fiestas todas. — Madrid, 1625. — Fol. 60) .

Очень близка к ней картина Сурбарана «Детство Богоматери» из собрания Метрополитен-музея (около 1632—1633 годов, холст, масло, 116,8 × 94 см, инвентарный № 27.137), изобилующая деталями и с богатым фоном; по словам хранителя испанской живописи в Эрмитаже Л. Л. Каганэ, в нью-йоркском полотне «тема решена торжественно и многословно». Следующим шагом в развитии этого сюжета в творчестве художника стала картина, условно называемая «Спящая девочка Мария», хранящаяся кафедральном соборе Сан-Сальвадор в Хересе-де-ла-Фронтера; эта картина датируется между 1640 и 1650 годами. На ней уже заметно желание художника минимизировать посторонние детали, здесь «глубокое религиозное чувство девочки, погруженной в размышления над священной книгой, доведено до высшей степени». Эрмитажная картина создана в конце 1650-х годов и демонстрирует завершение творческих поисков художника в разработке сюжета детства Девы Марии. Л. Л. Каганэ отмечает, что она

соединяет мотивы предыдущих вариантов, Мария показана прервавшей рукоделие, молящейся, но экстаз отсутствует, её чувство — сдержанное, не аффектированное, и в то же время необыкновенно сильное и искреннее. Сурбаран почти полностью отказывается от деталей, концентрируя все внимание на девочке. Одежда передана локальными, насыщенными цветами, но вместе с тем со сложной градацией оттенков, контрасты света и тени на складках смягчены, а фон картины, хотя и темный, выглядит воздушным и легким.

Ещё один, очень близкий, вариант картины (80 × 50 см) находится в собрании института Мануэля Гомес-Морено фонда Родригес Акоста в Гранаде. Изображённая девочка выглядит немного старше, чем на эрмитажной картине. Известны и другие варианты картины.
Главный куратор департамента живописи Лувра Жанин Батикль высказала предположение, что моделью для Девы Марии послужила дочь Сурбарана Мануэла. О ней мало что известно. Предполагается, что она была дочерью Сурбарана от третьего брака с Леонорой де Тордерой и родилась около 1650 года. Она упоминается в документе 1657 года с указанием, что ей семь лет и в письме художника в 1663 году; однако в его завещании 1664 года о ней нет ни слова, хотя параллельно там упомянуты две его другие дочери, Мария и Паула. Л. Л. Каганэ предполагает, что она умерла около этого времени.
Ранняя история картины неизвестна. В начале XIX она находилась в собрании английского банкира У. Кузвельта и была у него приобретена в 1814 году в Амстердаме императором Александром I. Экспонируется в здании Нового Эрмитажа в зале 239 (Испанский просвет).
В 1985 году Министерством связи СССР была выпущена почтовая марка с репродукцией этой картины, номинал марки — 4 копейки (№ 5597 по каталогу ЦФА).
- Картина в раме
- Детство Богоматери. Метрополитен-музей
- «Отрочество Богоматери» на почтовой марке СССР